# Tim Moore (Politiker)

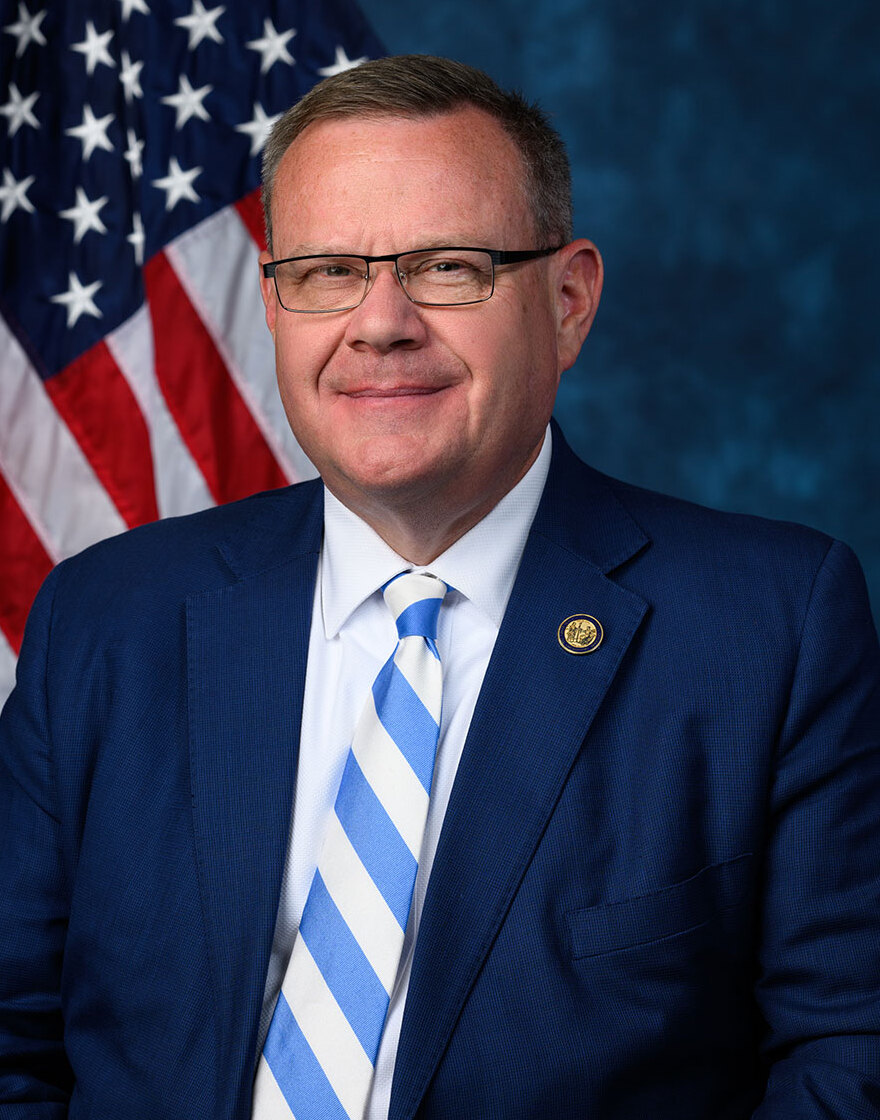
Tim Moore (2025)

Timothy „Tim“ Keith Moore (* 2. Oktober 1970 in Kings Mountain, North Carolina) ist ein US-amerikanischer Politiker der Republikanischen Partei. Ab 2002 gehörte er dem Repräsentantenhaus von North Carolina an und wurde 2015 der Sprecher der Parlamentskammer. 2024 wurde er in North Carolinas 14. Kongresswahlbezirk in das Repräsentantenhaus der Vereinigten Staaten gewählt und vertritt dort seit dem 3. Januar 2025 diesen Bundesstaat in Washington.

## Leben
Tim Moore studierte zunächst an der University of North Carolina at Chapel Hill und schloss dort 1992 mit einem Bachelor ab. An der Oklahoma City University erlangte er dann nach einem Jurastudium 1995 einen Juris Doctor.
Von 1995 bis 2009 war er als Anwalt in der Kanzlei Martin, Moore & Ditz angestellt und war dann in seiner eigenen Kanzlei tätig. Von 1997 bis 2001 beriet er außerdem das Cleveland County als County Council.

## Politik
Von 1997 bis 2001 war Moore der Vorsitzende der Republikanischen Partei im Cleveland County. Nach der Wahl 2002 vertrat er von 2003 bis 2025 den 111. Wahlkreis im Repräsentantenhaus von North Carolina. Er besiegte bei seiner ersten Wahl 2002 den Whip der damals demokratischen Mehrheit im Repräsentantenhaus North Carolinas.
Nachdem Sprecher Thom Tillis in den Senat der Vereinigten Staaten gewählt worden war, wurde Moore 2015 zu seinem Nachfolger gewählt. Er wurde in den vier folgenden Legislaturperioden wiedergewählt und war damit bei seinem Ausscheiden der am längsten dienende Sprecher des Repräsentantenhauses von North Carolina.
Einige Wochen nachdem die North Carolina General Assembly die Kongresswahlbezirke neu festgelegt und dabei den Wohnort des bisherigen Vertreters des 14. Wahldistrikts, des Demokraten Jeff Jackson, einem anderen Wahldistrikt zugewiesen hatte, verkündete Tim Moore Anfang November 2023 öffentlich, dass er bei der Kongresswahl 2024 im 14. Wahldistrikt für das US-Repräsentantenhaus kandidiere. Im März 2024 gewann Tim Moore in dem nun die Republikaner favorisierenden Wahlbezirk die Vorwahl. Im November gewann er die Wahl gegen die Demokratin Pam Genant mit 58,06 %. Moores aktuelle Legislaturperiode im Repräsentantenhaus des 119. Kongress dauert vom 3. Januar 2025 bis zum 3. Januar 2027.